# فلداتال
فلداتال (به آلمانی: Feldatal) یک شهر در آلمان است که در فگلسبرگکرایس واقع شده‌است. فلداتال ۲٬۸۱۷ نفر جمعیت دارد.